# Moreaua opaca
Moreaua opaca är en svampart som beskrevs av Vánky 2002. Moreaua opaca ingår i släktet Moreaua och familjen Anthracoideaceae.   Inga underarter finns listade i Catalogue of Life.